# Liga Nacional de Baloncesto 2022
La temporada 2022 de la Liga Nacional de Baloncesto fue la decimosexta temporada de la historia de la competición dominicana de baloncesto. La temporada regular contó con 56 partidos (14 cada equipo), esta comenzó el martes 24 de mayo y finalizó el viernes 24 de junio. Los playoffs iniciaron el miércoles 6 de julio y terminaron el viernes 12 de agosto con el último partido de la serie final.
Los Leones de Santo Domingo vencieron a los Indios de San Francisco de Macorís en el séptimo partido de la serie final, consiguiendo su cuarto campeonato nacional y segundo consecutivo. Los Leones se convirtieron en el segundo equipo en la historia de la liga en lograr campeonatos consecutivos, después que los Metros de Santiago lograron títulos consecutivos 2 veces en 2006 y 2007, y en 2014 y 2015.

## Sistema de competición
La competición consta de un grupo único integrado por ocho equipos de diferentes ciudades de la República Dominicana. Siguiendo un sistema de liga, los ocho equipos se enfrentan todos contra todos en dos ocasiones, una de local y otra de visitante, sumando un total de 14 partidos por equipo en la fase regular. La clasificación se establece teniendo en cuenta los puntos obtenidos en cada enfrentamiento, a razón de dos por partido ganado y uno en caso de derrota.
Al final de la fase regular, los seis primeros clasificados avanzan a la fase de eliminación para definir los semifinalistas del torneo. Todos los resultados de la fase regular de la competición son transferidos a la fase de eliminación. Una vez allí, se continua con el sistema de liga, los seis equipos se enfrenta nueva vez todos contras todos en una ocasión más, sumando un total de 5 partidos por equipo en la fase eliminatoria.
Una vez concluida la fase de eliminación, los cuatro primeros de la tabla clasifican a las semifinales del torneo. Allí, los cuatro equipos se emparejaran de acuerdo con su clasificación en la fase eliminatoria y disputan unas series eliminatorias al mejor de cinco partidos (al mejor de siete en la serie final). Los primeros clasificados tienen ventaja de campo y los emparejamientos se hacen favoreciendo la clasificación previa, es decir el primero juega con el cuarto y el segundo con el tercero. El ganador de la serie final de estas eliminatorias es proclamado campeón de la LNB.

## Temporada regular

### Clasificaciones
| Pos. | Equipo                             | PJ | G | P | %    | PD | Pts |
| ---- | ---------------------------------- | -- | - | - | ---- | -- | --- |
| 1    | Indios de San Francisco de Macorís | 14 | 8 | 6 | .571 | -  | 22  |
| 2    | Titanes del Distrito Nacional      | 14 | 8 | 6 | .571 | -  | 22  |
| 3    | Leones de Santo Domingo            | 14 | 8 | 6 | .571 | -  | 22  |
| 4    | Soles de Santo Domingo Este        | 14 | 7 | 7 | .500 | 1  | 21  |
| 5    | Reales de La Vega                  | 14 | 7 | 7 | .500 | 1  | 21  |
| 6    | Marineros de Puerto Plata          | 14 | 6 | 8 | .429 | 2  | 20  |
| 7    | Metros de Santiago                 | 14 | 6 | 8 | .429 | 2  | 20  |
| 8    | Cañeros del Este                   | 14 | 6 | 8 | .429 | 2  | 20  |

|  | Clasificados a la fase de eliminación |

### Premios
- Jugador Más Valioso:

-  Juan Miguel Suero, Indios de San Francisco de Macorís

- Jugador Defensivo del Año:

-  Richard Bautista, Titanes del Distrito Nacional

- Sexto Hombre del Año:

-  Luis Féliz, Marineros de Puerto Plata

- Jugador de Más Progreso:

-  Richard Bautista, Titanes del Distrito Nacional

- Novato del Año:

-  Jassel Pérez, Titanes del Distrito Nacional

- Dirigente del Año:

-  Yoel Féliz, Titanes del Distrito Nacional

## Playoffs

### Fase de eliminación
Todos los resultados de la fase regular de la competición se transfirieron a la fase de eliminación.
| Pos. | Equipo                             | PJ | G  | P  | %    | PD | Pts |
| ---- | ---------------------------------- | -- | -- | -- | ---- | -- | --- |
| 1    | Indios de San Francisco de Macorís | 19 | 12 | 7  | .632 | -  | 31  |
| 2    | Leones de Santo Domingo            | 19 | 11 | 8  | .579 | 1  | 30  |
| 3    | Titanes del Distrito Nacional      | 19 | 10 | 9  | .526 | 2  | 29  |
| 4    | Soles de Santo Domingo Este        | 19 | 9  | 10 | .474 | 3  | 28  |
| 5    | Reales de La Vega                  | 19 | 9  | 10 | .474 | 3  | 28  |
| 6    | Marineros de Puerto Plata          | 19 | 8  | 11 | .421 | 4  | 27  |

|  | Clasificados a las semifinales |

### Cuadro
|  | Semifinales | Semifinales                        | Semifinales |                         |   | Serie Final                        | Serie Final | Serie Final |  |
|  | Mejor de 5  | Mejor de 5                         | Mejor de 5  |                         |   | Mejor de 7                         | Mejor de 7  | Mejor de 7  |  |
|  |             |                                    |             |                         |   |                                    |             |             |  |
|  |             |                                    |             |                         |   |                                    |             |             |  |
|  | 1           | Indios de San Francisco de Macorís | 3           |                         |   |                                    |             |             |  |
|  | 1           | Indios de San Francisco de Macorís | 3           |                         |   |                                    |             |             |  |
|  | 4           | Soles de Santo Domingo Este        | 1           |                         |   |                                    |             |             |  |
|  | 4           | Soles de Santo Domingo Este        | 1           |                         | 1 | Indios de San Francisco de Macorís | 3           |             |  |
|  |             |                                    |             |                         | 1 | Indios de San Francisco de Macorís | 3           |             |  |
|  |             |                                    | 2           | Leones de Santo Domingo | 4 |                                    |             |             |  |
|  | 2           | Leones de Santo Domingo            | 2           | Leones de Santo Domingo | 4 | 3                                  |             |             |  |
|  | 2           | Leones de Santo Domingo            |             |                         |   | 3                                  |             |             |  |
|  | 3           | Titanes del Distrito Nacional      | 1           |                         |   |                                    |             |             |  |
|  | 3           | Titanes del Distrito Nacional      | 1           |                         |   |                                    |             |             |  |
|  |             |                                    |             |                         |   |                                    |             |             |  |

|                                            |
|                                            |
| Campeón Leones de Santo Domingo 4.º título |

| Jugador Más Valioso de la Serie Final  |
| -------------------------------------- |
| Juan Guerrero, Leones de Santo Domingo |